# 니콜라이 발보신
니콜라이 표도로비치 발보신(러시아어: Никола́й Фёдорович Балбошин, 1949년 6월 8일~)은 소련의 레슬링 선수이다. 1976년 하계 올림픽에서 그레코로만형 헤비급 금메달을 획득했으며, 세계 선수권 대회 5회, 유럽 선수권 대회 6회 우승을 차지했다.